# Боч, Сергей Геннадиевич
Сергей Геннадиевич Боч (1905—1956) — советский геолог-четвертичник и геоморфолог, исследователь Приполярного Урала и Западной сибири. Исследователь карстового и ледникового рельефа, один из создателей первой геоморфологической карты Урала, первооткрыватель нескольких ледников в районе горы Народная (1895 м).

## Биография
Родился 28 апреля (11 мая) 1905 года в Санкт-Петербурге (Лесной (исторический район)), в семье известного педагога Г. Н. Боча (в 1905—1941 — преподаватель кафедры почвоведения Лесного института).
Получил первоначальное домашнее образование. В 1915—1922 годах учился в Лесном коммерческом училище (с 1918 года — Трудовая школа № 168), преподавателями были Б. Е. Райков, Д. Н. Кайгородов и его отец.
В 1922—1930 годах учился (и жил с родителями) в Ленинградском лесном институте, одновременно посещал лекции с Ленинградском университете. Профессора геологии Н. Н. Яковлев и С. А. Яковлев увлекли его геологическими науками, с 1927 года он участвовал в экспедициях.
С 1929 года с экспедицией Геолкома начал изучать районы Полярного Урала и Западной Сибири.
В 1930 году был назначен начальником геологической партии Института Геологической карты (позднее ЦНИГРИ) в бассейн реки Конда.
В июне 1931 года был направлен начальником гидрогеологической партии в Воронеж.
В ноябре 1931 — январе 1932 года служил в РККА.
В 1932—1937 годах работал в Гидрометеорологическом комитете в Ленинграде, составлял водный кадастр Ленинградской области.
В 1933 году участвовал в Уральской ледниковой экспедиции, в рамках Второго Международного полярного года. Описал район горы Народная — высочайшей вершины Урала.
В 1934 году для Международной карты четвертичных отложений Европы произвёл съёмку Кандалакшского района в Карелии (по заданию ЦНИГРИ).
В 1937 году перешёл в Министерство геологии СССР. Одновременно начал педагогическую работу в Лесотехнической академии (кафедра геологии и почвоведения, 1936—1938) и в Ленинградском университете (кафедра геологии, 1940—1941).
Разрабатывал инструкции и проводил съёмку четвертичных отложений для карт Карелии, Урала и Западной Сибири.
Во время войны, прошёл подготовку в Тюмени (ноябрь-декабрь 1941), был на передовой (январь 1942 — май 1943 Волховский фронт) командиром разведроты, затем артиллерийского дивизиона. Учился в офицерской артиллерийской школе, где был оставлен преподавателем топографии до ноября 1945 года. 4 февраля 1944 года, во время двухнедельного отпуска в Свердловский горный институт, защитил кандидатскую диссертацию.
С 1946 года работал во ВСЕГЕИ, где продолжил изучение севера Урала и Западной Сибири. Автор и редактор геологических карт этих районов. Руководил аспирантами.
В октябре 1953 года был зачислен докторантом в Института геологических наук АН СССР.
Скоропостижно скончался 3 августа 1956 года в Ленинграде, похоронен на Богословском кладбище.

## Членство в организациях
- Всесоюзное географическое общество — неоднократно выступал с докладами.
- Комиссия по изучению четвертичного периода — участвовал во всех совещаниях, входил в президиум.

## Награды
- 1945 — Медаль «За победу над Германией в Великой Отечественной войне 1941—1945 гг.»[6].

## Память
Названы именем С. Г. Боча:
- Ледник Боча — в северной части Полярного Урала, на Юго-Восточном склоне хребта Оченырд (Оче-Нырд).
- Озеро Боча — моренное озеро с каменистыми берегами, под языком ледника Боча, площадь 0,2 км², уровень воды на высоте 650 м.